# Ellsworth (Illinois)
Pour les articles homonymes, voir Ellsworth.
Ellsworth est un village du comté de McLean dans l'Illinois, aux États-Unis,. Situé à l'est du comté, il est fondé le 6 décembre 1871 par Jonathan H. Cheney, Almon Brigham Ives et Oliver Ellsworth, auquel le nom fait référence. Le village est  incorporé le 18 mai 1925.

## Démographie
Lors du recensement de 2010, le village comptait une population de 195 habitants. Elle est estimée, en 2016, à 197 habitants.

### Source de la traduction
- (en) Cet article est partiellement ou en totalité issu de l’article de Wikipédia en anglais intitulé « Ellsworth, Illinois » (voir la liste des auteurs).